# Kukačky
Kukačky (Cuculiformes) jsou řád většinou stromových ptáků s dlouhými křídly i ocasem. Na nohou mají vratiprst (zygodaktylní noha). Do řádu se řadí jediná čeleď kukačkovití (Cuculidae). Kukačky jsou rozšířené na všech kontinentech kromě Antarktidy. Někteří zástupci jsou hnízdní parazité.

## Taxonomické členění
- Crotophagidae
  - rod: Crotophaga
    - kukačka ani (Crotophaga ani)

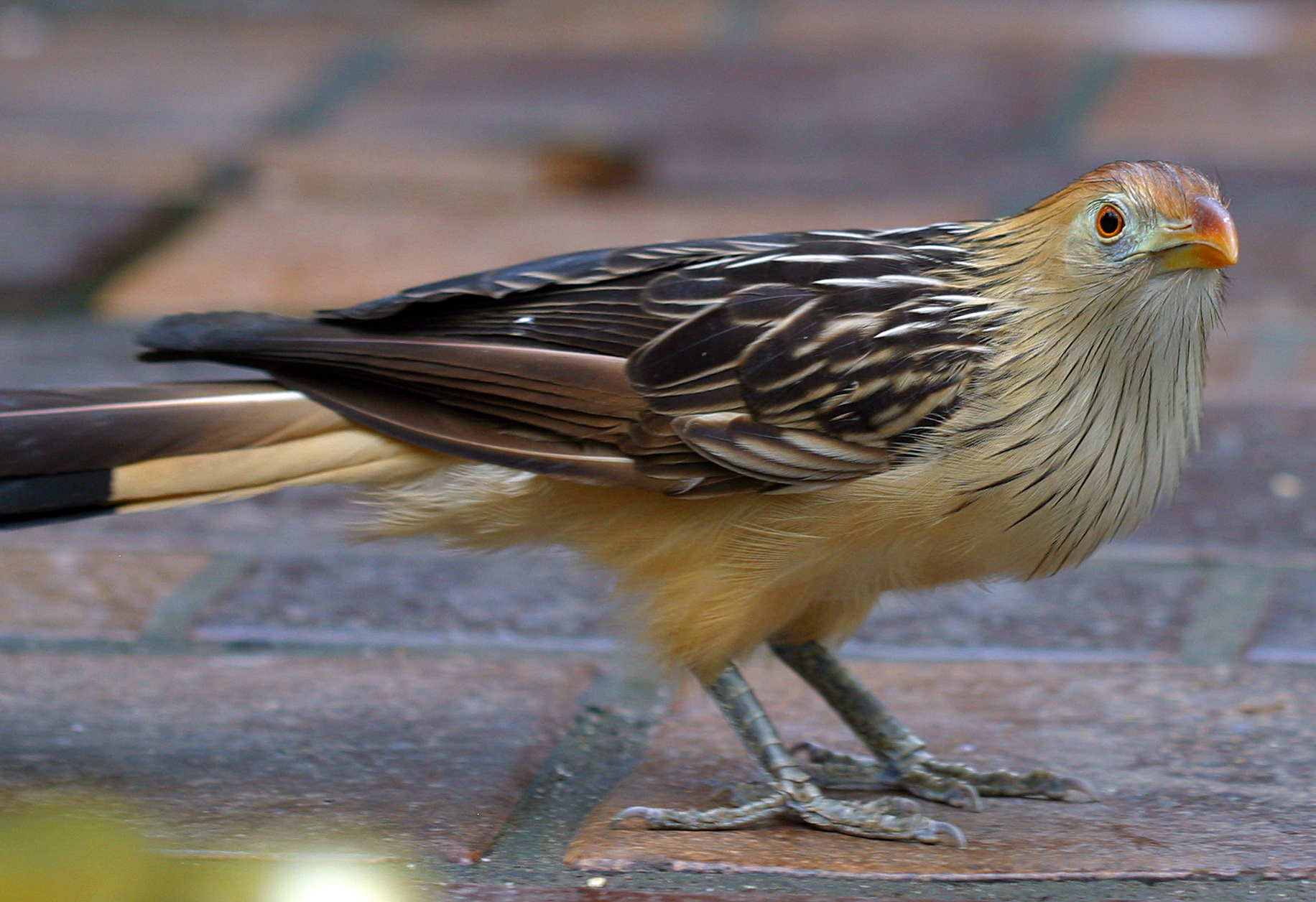
kukačka guira (Guira guira)

    - kukačka neotropická (Crotophaga major)
    - kukačka rýhozobá (Crotophaga sulcirostris)

  - rod: Guira
    - kukačka guira (Guira guira)

- Neomorphidae, zemní kukačky
  - rod: Dromococcyx
    - kukačka klínoocasá (Dromococcyx phasianellus)
    - kukačka paví (Dromococcyx pavoninus)

  - rod: Geococcyx
    - kukačka kohoutí (Geococcyx californianus)
    - kukačka zemní (Geococcyx velox)

  - rod: Morococcyx
    - kukačka drozdí (Morococcyx erythropygus)

  - rod: Neomorphus
    - kukačka brazilská (Neomorphus squamiger)
    - kukačka ekvádorská (Neomorphus radiolosus)
    - kukačka peruánská (Neomorphus pucheranii)
    - kukačka rezavobřichá (Neomorphus geoffroyi)
    - kukačka venezuelská (Neomorphus rufipennis)

  - rod: Tapera
    - kukačka žíhaná (Tapera naevia)

- kukačkovití (Cuculidae)
  - rod: Cacomantis
  - rod: Caliechthrus
  - rod: Carpococcyx
  - rod: Ceuthmochares
  - rod: Cercococcyx
  - rod: Chrysococcyx
  - rod: Clamator
    - Kukačka černobílá (Clamator jacobinus)

  - rod: Coua
  - rod: Cuculus
    - kukačka obecná (Cuculus canorus)

  - rod: Eudynamys
  - rod: Microdynamis
  - rod: Pachycoccyx
  - rod: Phaenicophaeus
  - rod: Rhamphomantis
  - rod: Scythrops
    - Kukačka obrovská (Scythrops novaehollandiae)

  - rod: Surniculus
  - rod: Urodynamis

- Centropodidae
  - rod: Centropus
    - kukačka andamanská (Centropus andamanensis)
    - kukačka bambusová (Centropus unirufus)
    - kukačka bažantí (Centropus phasianinus)
    - kukačka bělobřichá (Centropus leucogaster)
    - kukačka bělobrvá (Centropus superciliosus)
    - kukačka bengálská (Centropus bengalensis)
    - kukačka Bernsteinova (Centropus bernsteini)
    - kukačka biakská (Centropus chalybeus)
    - kukačka černoprsá (Centropus grillii)
    - kukačka červenavá (Centropus celebensis)
    - kukačka dvoubarvá (Centropus nigrorufus)
    - kukačka filipínská (Centropus viridis)
    - kukačka gabonská (Centropus anselli)
    - kukačka goliáš (Centropus goliath)
    - kukačka kaiská (Centropus spilopterus)
    - kukačka krátkoprstá (Centropus bengalensis)
    - kukačka měděná (Centropus cupreicaudus)
    - kukačka Milova (Centropus milo)
    - kukačka mindorská (Centropus steerii)
    - kukačka mniší (Centropus monachus)
    - kukačka purpurová (Centropus violaceus)
    - kukačka senegalská (Centropus senegalensis)
    - kukačka srílanská (Centropus chlororhynchos)
    - kukačka stračí (Centropus ateralbus)
    - kukačka škrabošková (Centropus melanops)
    - kukačka tmavá (Centropus menbeki)
    - kukačka toloho (Centropus toulou)
    - kukačka Milova (Centropus milo)
    - kukačka mindorská (Centropus steerii)
    - kukačka vraní (Centropus sinensis)

- Coccyzidae
  - rod: Coccyzus
    - kukačka černozobá (Coccyzus erythropthalmus)
    - kukačka dešťová (Coccyzus americanus)
    - kukačka drobná (Coccyzus pumilus)
    - kukačka kokosová (Coccyzus ferrugineus)
    - kukačka kouřová (Coccyzus cinereus)
    - kukačka Lansbergova (Coccyzus lansbergi)
    - kukačka Bernsteinova (Centropus bernsteini)
    - kukačka mangrovová (Coccyzus minor)
    - kukačka perleťová (Coccyzus euleri)
    - kukačka tmavozobá (Coccyzus melacoryphus)

  - rod: Hyetornis
    - kukačka dominikánská (Hyetornis rufigularis)
    - kukačka jamajská (Hyetornis pluvialis)

  - rod: Piaya
    - kukačka amazonská (Piaya minuta)
    - kukačka černobřichá (Piaya melanogaster)
    - kukačka veverčí (Piaya cayana)

  - rod: Saurothera
    - kukačka haitská (Saurothera longirostris)
    - kukačka ještěrčí (Saurothera vetula)
    - kukačka Merlinova (Saurothera merlini)
    - kukačka portorická (Saurothera vieilloti)